# 漓渚镇
漓渚镇，中国浙江省绍兴市柯桥区下辖的一个镇。

## 行政区划
现辖：
漓渚社区、漓渚村、洞桥村、六峰村、红星村、九板桥村、朱家坞村、黄山畈村、棠二村、棠棣村、棠一村、大步村和中义村。